# The Atlantic Neptune
The Atlantic Neptune è una imponente opera di cartografia inglese settecentesca, pubblicata dal cartografo britannico Joseph Frederick Wallet Desbarres.

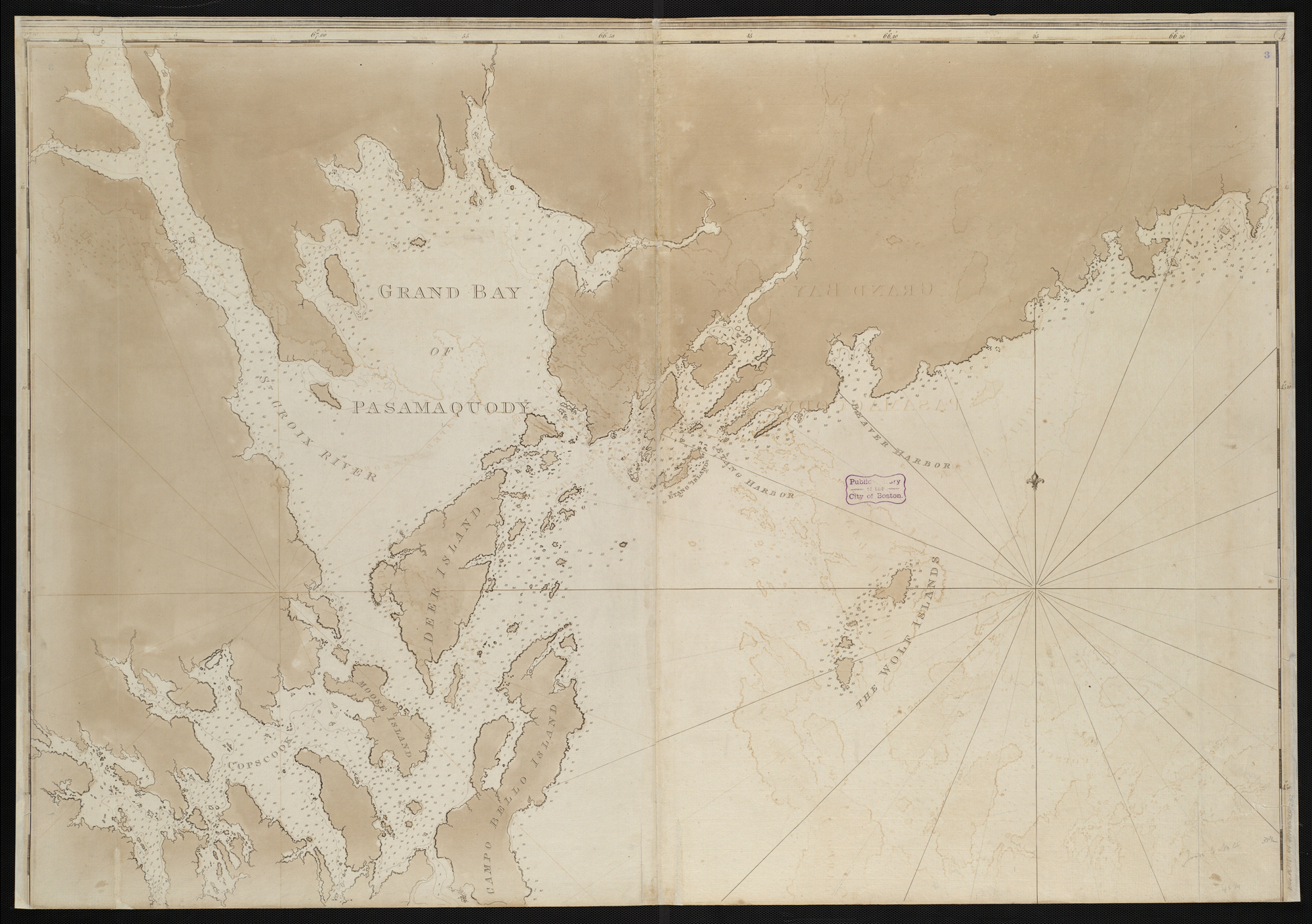
Coste del Maine e del Nuovo Brunswick, 1781

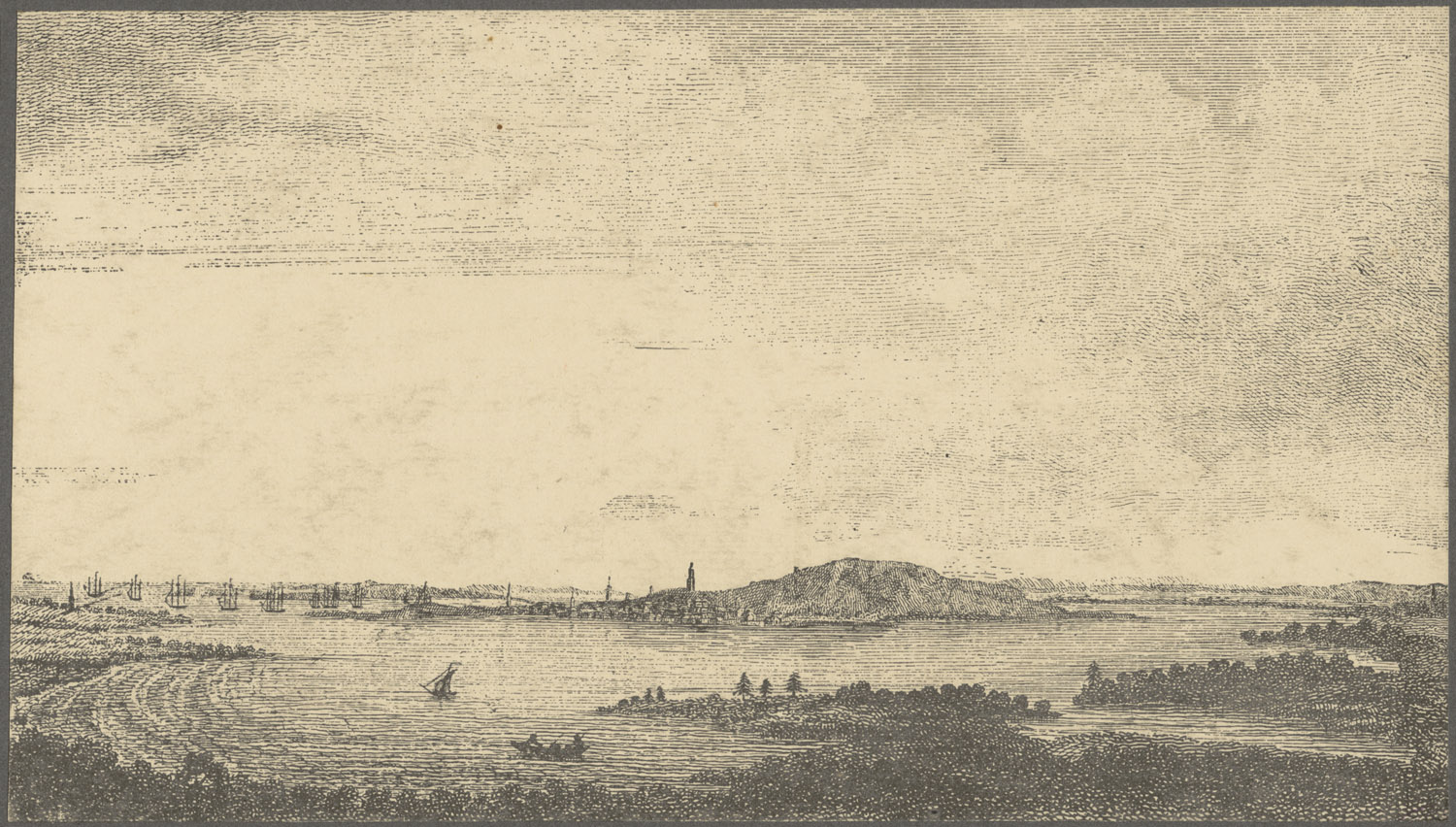
Boston, The Atlantic Neptune

## Descrizione e storia
Alla fine della lunga e sanguinosa guerra, combattuta dagli Inglesi contro i francesi e le tribù indiane loro alleate (1754-1763), si aprì definitivamente la strada alla conoscenza e alla conquista dell'America del Nord e del Canada. In Inghilterra si avvertì la necessità di avere un dettagliato studio cartografico delle coste atlantiche, a partire dal fiume San Lorenzo (che oggi segna il confine fra Canada e USA) fino alla Florida. Il risultato di campagne scientifiche, al seguito di truppe inglesi, fu la monumentale opera, in quattro volumi, di Joseph Frederick Wallet Des Barres, pubblicata dal 1774 al 1781 e intitolata The Atlantic Neptune che, per oltre cinquanta anni, rimase lo strumento di navigazione più completo e che fu utilizzato, sia dalla Marina, sia dalle navi commerciali. Conteneva le carte delle coste, incise all'acquaforte e colorate a mano e molte vedute di luoghi d'approdo. Il lavoro fu compiuto con l'aiuto del geniere Samuel Holland. Questa grande opera fu utilizzata come uno dei riferimenti per determinare, un secolo dopo, il meridiano di Greenwich. L'Ammiragliato inglese stimò che l'opera era costata allora 100.000 sterline.
Nato in Svizzera, il colonnello Des Barres (il cui cognome talvolta è scritto Desbarres, oppure DesBarres) studiò alla Britain's Royal Military Academy di Woolwich e poi si mise al servizio di Sua Maestà Britannica, dedicando oltre dieci anni alla compilazione della sua opera.

### The Atlantic Neptunein musei e biblioteche
- Londra, National Portrait Gallery
- New Yok, National Gallery of Art
- Greenwich, National Maritime Museum

### In mostre
- Boston. Boston Public Library Charting an Empire: The Atlantic Neptune, dal 1 maggio al 3 novembre 2013.